# Pristimantis gaigei
Pristimantis gaigei är en groddjursart som först beskrevs av Dunn 1931.  Pristimantis gaigei ingår i släktet Pristimantis och familjen Strabomantidae. IUCN kategoriserar arten globalt som livskraftig. Inga underarter finns listade i Catalogue of Life.